# L'Ardoise (film)
Pour les articles homonymes, voir L'Ardoise (homonymie).
Pour plus de détails, voir Fiche technique et Distribution.
L'Ardoise est un film français réalisé par Claude Bernard-Aubert et sorti en 1970.

## Synopsis
Philippe, Théo et Bob partagent la même cellule à la prison de la Santé. Philippe, jeune étudiant, dit « Sciences-Po », médite une vengeance contre ceux qui l'ont envoyé en prison. Il propose à ses deux codétenus, truands chevronnés, de l'aider à récupérer un papier important chez un diamantaire du Havre. Ce papier réhabiliterait son père, ses deux camarades pouvant garder les diamants contenus dans le coffre... Mais le coup ne se passe pas comme prévu.

## Fiche technique
- Titre : L'Ardoise
- Réalisateur : Claude Bernard-Aubert, assisté de Roger Dallier
- Scénario : Claude Bernard-Aubert, d'après le roman de Pierre Vial-Lesou
- Photographie : Jean Tournier
- Musique : Salvatore Adamo
- Son : Julien Coutellier
- Montage : Gabriel Rongier
- Producteur : Michel Ardan
- Pays de production :  France
- Genre : Drame
- Durée : 85 minutes
- Date de sortie : France - 9 janvier 1970
- Affiche : René Ferracci (France)

## Distribution
- Salvatore Adamo : Philippe
- Élisabeth Wiener : Élisabeth
- Michel Constantin : Théo Gilani
- Jess Hahn : Bob Daniels
- Simone Valère : la femme de Bastien
- Jean Desailly : le commissaire
- Paul Pavel : Bastien
- Boby Lapointe : le fermier
- Max Amyl : le gardien-chef
- Fernand Sardou : le patron du bar
- Gilette Barbier : la fermière
- Ermanno Casanova
- Christian Gilloteaux
- Sylvain Lévignac : détenu 112
- Marie-France Mignal : la fille de la ferme
- Jenny Orléans

Non crédités
- Jacques Legras : le propriétaire de la 404
- Guy Delorme : un détenu
- Rico Lopez : le détenu-serveur
- Pierre Vaudier : un gardien
- Paulette Vergnet : une infirmière